# Wingspan
Pour les articles homonymes, voir Wingspan (homonymie).
Wingspan est un magazine inflight mensuel édité par la compagnie aérienne japonaise All Nippon Airways pour être distribué gratuitement à bord de ses avions de ligne pendant leurs vols passagers.